# Porte de Tainter

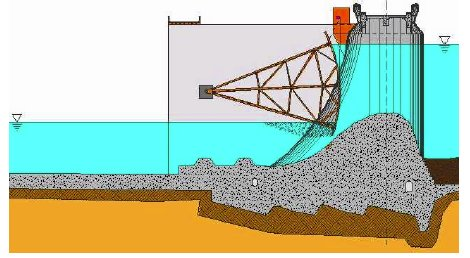
Vue en coupe d'un bras radial d'une porte de Tainter, (Ice Harbor Dam), Snake River, Pasco, Washington (USACE)

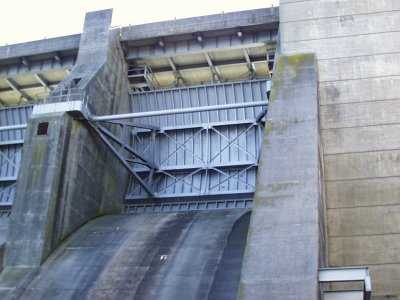
L'arrière d'une porte de Tainter, Boydton, Virginie (USACE)

La porte de Tainter est un type de bras radial utilisé dans les barrages et écluses pour commander l'écoulement de l'eau. Il a été nommé d’après l'ingénieur en structure Jérémie Burnham Tainter qui l'a conçu.
Quand la porte de Tainter est fermée, l'eau circule sur le côté (ascendant) convexe.
Quand la porte est ouverte, l’eau se précipite dessous et peut aider à ouvrir ou fermer la porte. La forme arrondie, le long bras et le système de roulements permettent à cette conception de se fermer sous son propre poids. Des portes de Tainter sont habituellement actionnées électriquement.
La porte de Tainter actuellement est utilisée dans le monde entier dans des barrages et des écluses par exemple, le haut bassin du Mississippi en compte 321, celui du fleuve Columbia 195.